# John Hancock Center
Het John Hancock Center, is een honderd verdiepingen tellend gebouw op 875 North Michigan Avenue in Chicago, Illinois.
Het gebouw is vernoemd naar de John Hancock Mutual Life Insurance Company, een verzekeringsmaatschappij die bij de ontwikkeling van het gebouw betrokken was, en zich als een van de eerste bedrijven in het gebouw vestigde. Het is een 344 meter hoge wolkenkrabber, ontworpen door structural engineer Fazlur Khan van het architecten- en ingenieursbureau Skidmore, Owings and Merrill. Het werd opgeleverd in 1969, en heeft 50 liften. Het is het op drie na hoogste gebouw in Chicago en het op zeven na hoogste gebouw in de Verenigde Staten. In het gebouw bevinden zich kantoren en een restaurant.
Het observatiedek van het Hancock Center op de 94e verdieping kijkt uit naar het observatiedek van de Willis Tower aan de andere kant van de binnenstad. Een goedkopere manier om van het zicht te genieten is de Signatue Lounge Bar op de 96e verdieping, waar je voor de prijs van een drankje een zicht van zo'n 270° hebt. De 95e verdieping heeft een restaurant genaamd Signature Room, van waaruit men een goed uitzicht heeft over Chicago en het Michiganmeer. Op de 44e verdieping bevindt zich het hoogst gelegen zwembad van de Verenigde Staten.

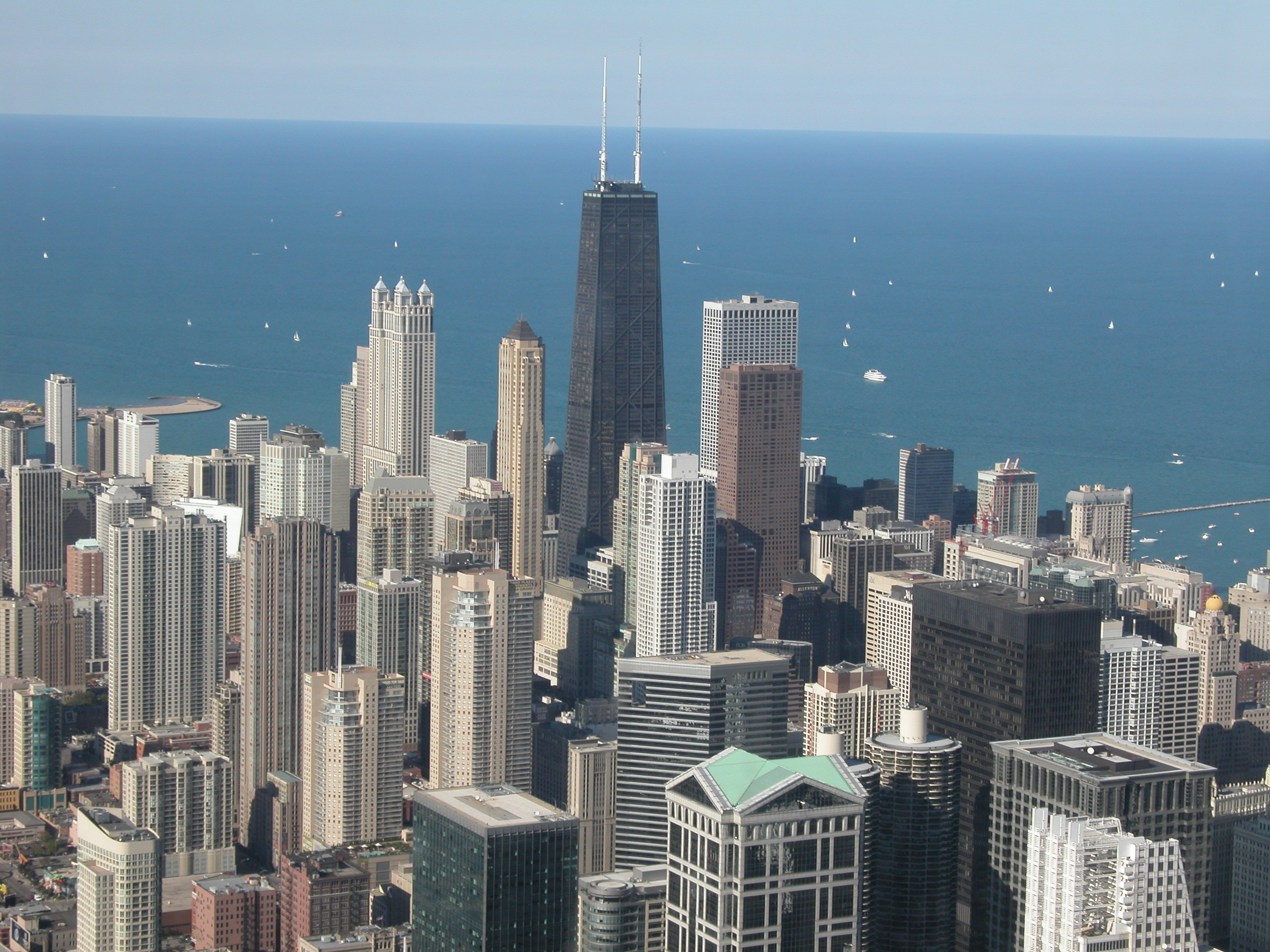
John Hancock Center vanaf de Willis Tower. Op de achtergrond het Michiganmeer.
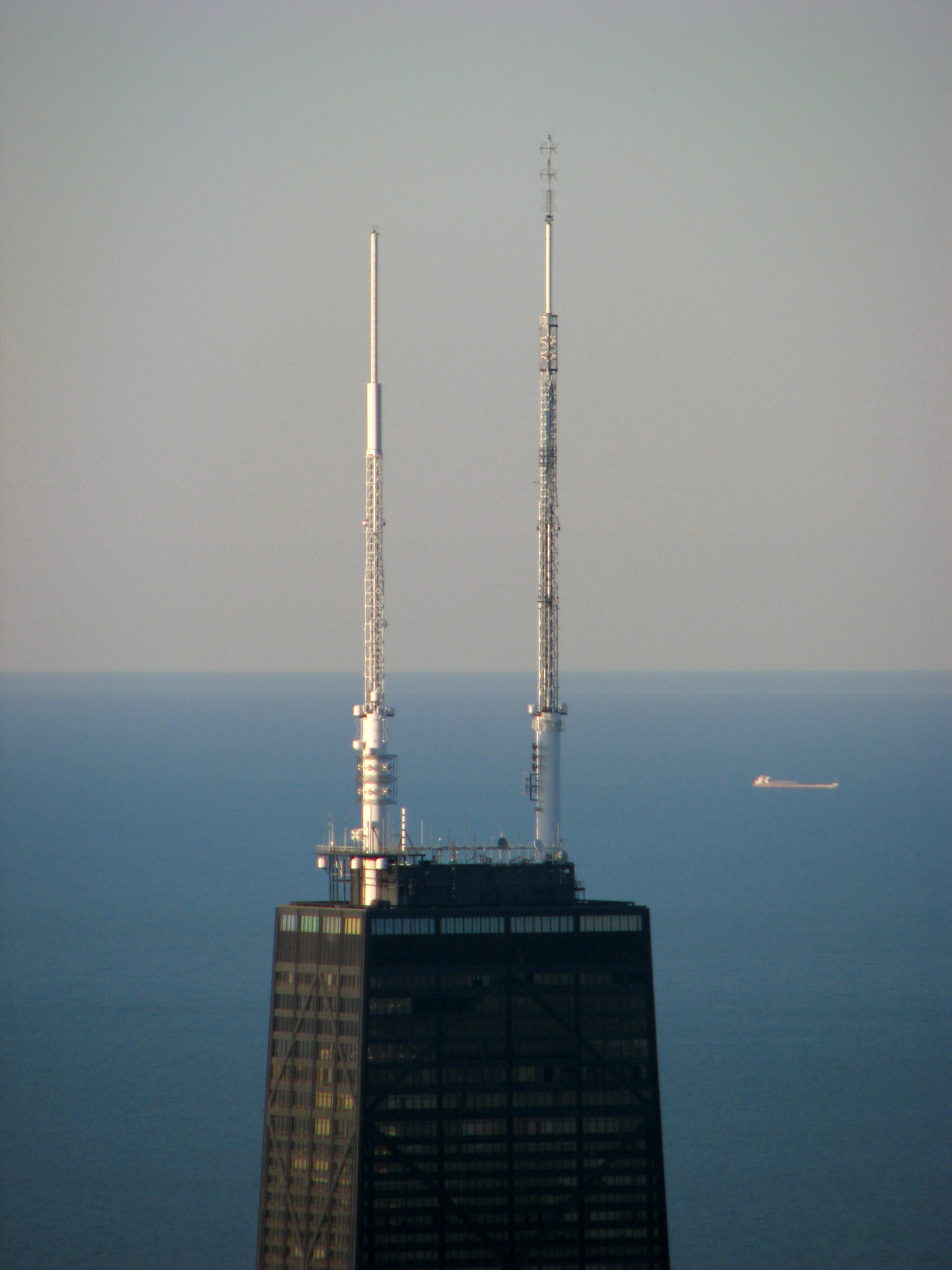
Detail
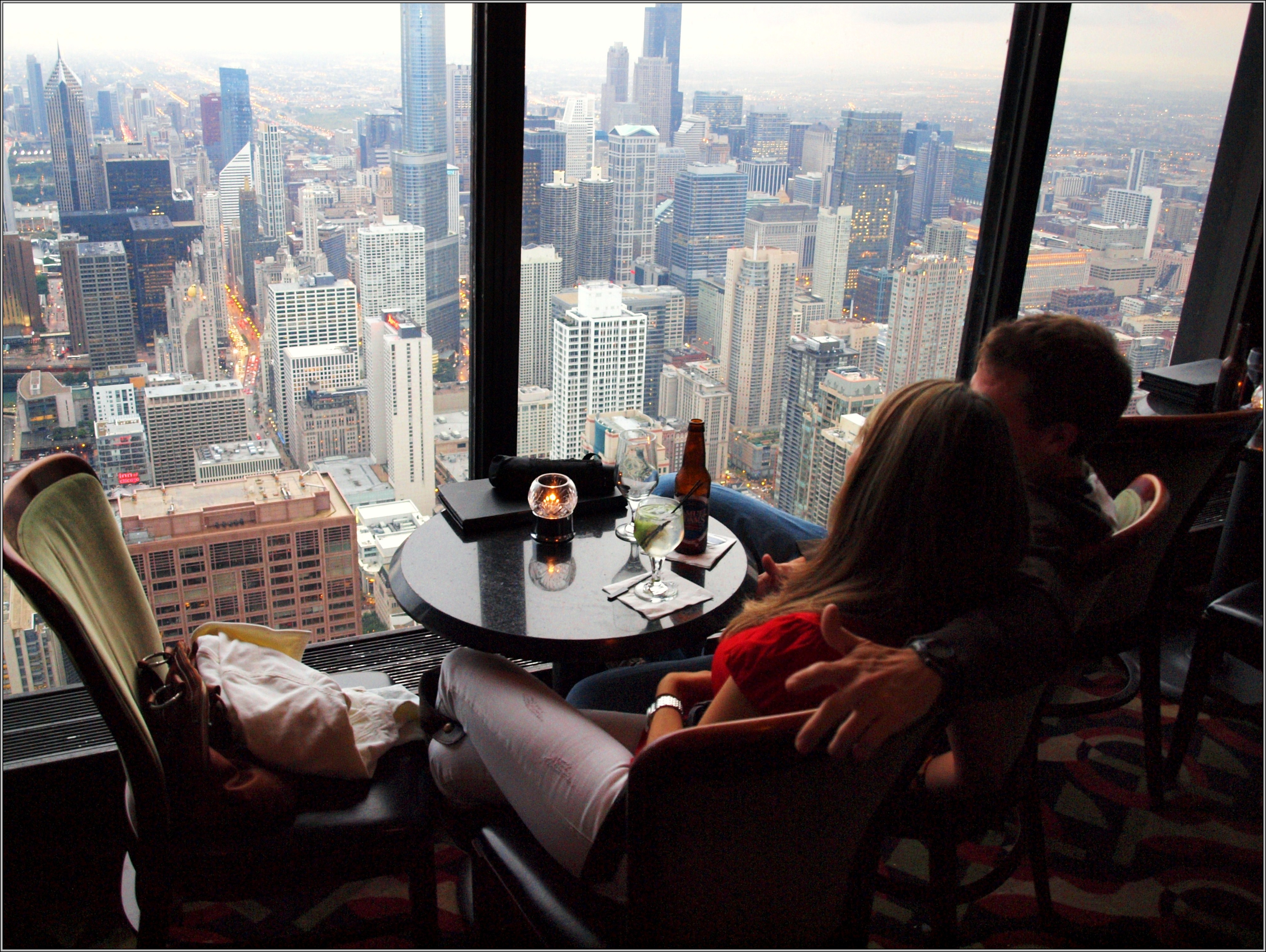
Uitzicht vanuit de Signature Room
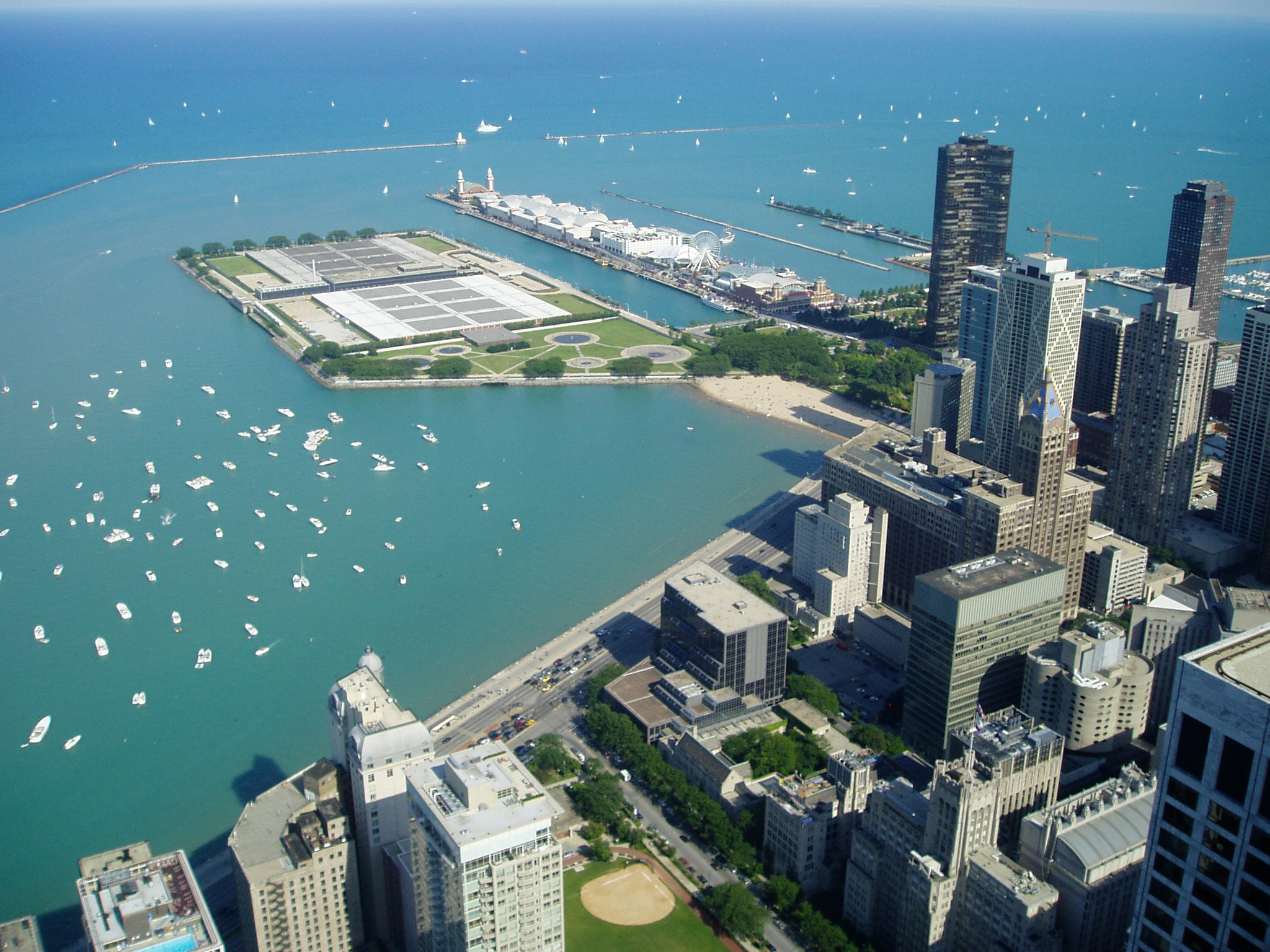
Uitzicht
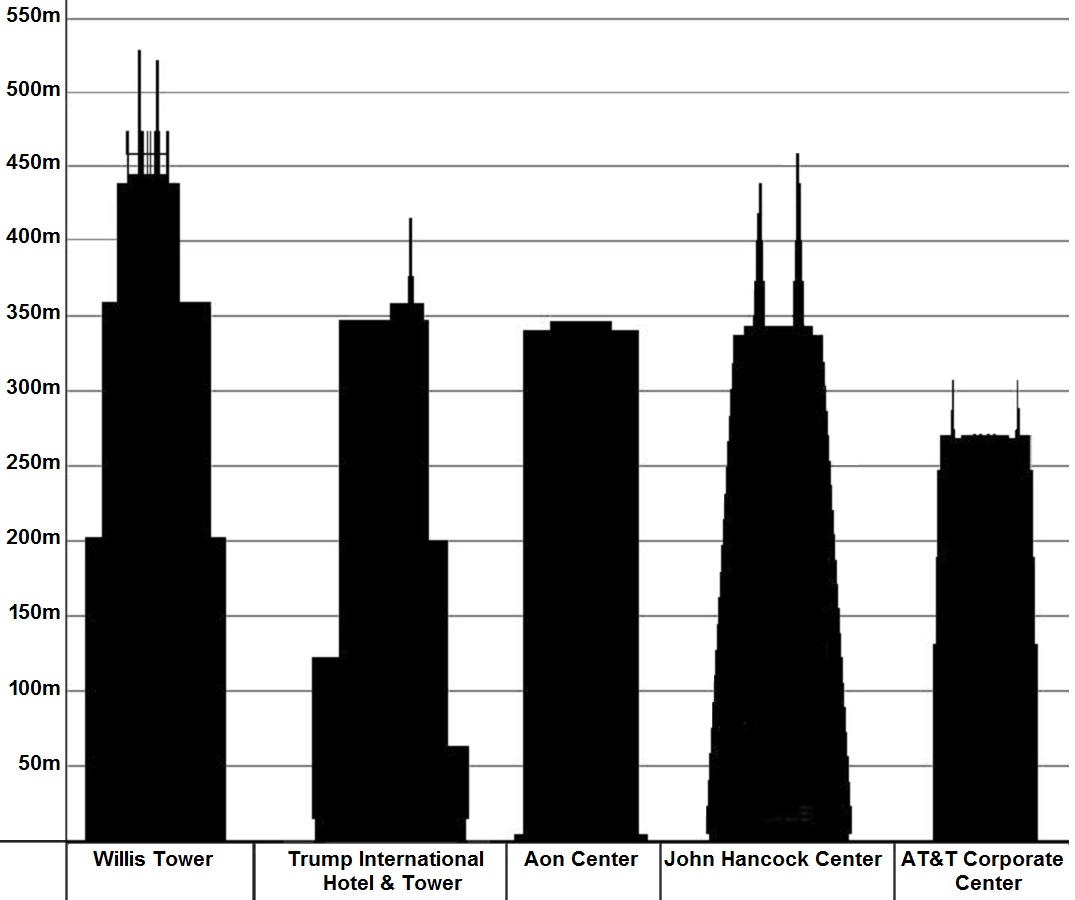
Wolkenkrabbers in Chicago

## Incident
Op 16 november 2018 knapte een van de staalkabels van een lift in het gebouw. De lift met zes passagiers viel van de 95e verdieping omlaag en kwam door de overige staalkabels rond de 11e verdieping tot stilstand. Niemand raakte gewond. Wel kostte het reddingswerkers drie uur om de passagiers te bevrijden omdat er ter plekke geen liftdeur aanwezig was en er een gat in de muur moest worden gemaakt.

## Trivia
- In de eerste versies van Microsoft Flight Simulator was dit een van de weinige herkenbare gebouwen.